# Robert Moray
Robert Moray, född 10 mars 1609, död 4 juli 1673, var en skotsk soldat, frimurare och naturfilosof. 
Han var en nära vän till Karl I av England och Karl II av England, och de franska kardinalerna Armand-Jean du Plessis de Richelieu och Jules Raymond Mazarin. Han deltog i Royal Societys första möte 28 november 1660, medverkade till dess Royal Charter och formuleringen av dess statuter och regelverk.